# Кюсю (регион)
Кю́сю (яп. 九州地方 Кю:сю: тихо:, букв. «регион девяти провинций») — регион Японии, включающий в себя острова Кюсю и Окинава. В его состав входит 8 префектур: Кагосима, Кумамото, Миядзаки, Нагасаки, Оита, Окинава, Сага и Фукуока.
Площадь региона составляет 44 466,91 км², население — 14 572 444 чел. (1 ноября 2009), а плотность населения — 327,7 чел./км².

## Экономика
Главную роль в экономике региона играет электроника. Также хорошо развиты сфера услуг, торговля и обрабатывающая промышленность. Горы Кюсю разделяют остров Кюсю на две части: в северной расположены главные промышленные предприятия (наиболее значительные индустриальные центры — Китакюсю, Нагасаки и Оита), в то время как в южной части занимаются преимущественно сельским хозяйством. В северной части преобладают химическая промышленность и металлообработка.
Наиболее населённый город — Фукуока. Он является важным деловым и финансовым центром Кюсю. В Фукуоке расположен крупнейший аэропорт острова. Свыше миллиона человек проживает в Китакюсю, главном промышленном центре региона. Население Кумамото и Кагосимы превышает 500 тыс. человек. Пятый по численности населения город острова — Нагасаки, один из крупнейших портов Японии.
На острове Кюсю выращивают рис, сою, чай, табак, батат; развито производство шёлка, фарфора (Арита, Имари).
В экономике Окинавы главную роль играет туризм. В префектуре наиболее развита сфера услуг.